# 颱風海高斯 (2015年)
颱風海高斯（英語：Typhoon Higos，國際編號：1502，聯合颱風警報中心：WP022015）為2015年太平洋颱風季第二個被命名的風暴。「海高斯」（Higo）一名是由美國所提供，即查莫羅語之无花果（該詞彙之根源語言是西班牙語）。
根據數位颱風網資料，海高斯打破自1951年起，2月8日至13日這段「無颱空窗期」的紀錄。海高斯的最低氣壓亦超越1970年颱風南施的紀錄，一度成為北半球有氣象紀錄以來二月份氣壓最低的熱帶氣旋，但紀錄已於4年後被颱風蝴蝶打破。

## 發展過程

### 發展初期緩慢移動

2月10日位於楚克東北方的颱風海高斯

2015年2月4日，一個低壓區在科斯雷附近海面上生成，美國海軍研究實驗室給予擾動編號94W。2月5日上午8時，聯合颱風警報中心對其在24小時內形成為熱帶氣旋的機會給予「低」的評級。下午2時，聯合颱風警報中心對其評級提升為「中」。2月6日下午8時，日本氣象廳將其升格為熱帶低氣壓。2月7日上午2時，臺灣中央氣象局將其升格為熱帶性低氣壓。上午6時30分，聯合颱風警報中心對其評級提升為「高」，並發布熱帶氣旋形成警報。上午8時，日本氣象廳對其發出烈風警報。下午2時，聯合颱風警報中心將其升格為熱帶低氣壓，並給予編號02W。該熱帶低氣壓移動緩慢，在關島東面1400公里外的西北太平洋上徘徊。

### 向西北移動急劇增強
2月8日上午2時，日本氣象廳將其升格為熱帶風暴，並命名為海高斯。同時，聯合颱風警報中心及中國中央氣象台將其升格為熱帶風暴，臺灣中央氣象局亦將其升格為輕度颱風。下午5時，中央氣象台將其升格為強熱帶風暴。當日海高斯仍然緩慢移動，接近停滯不前。2月9日，海高斯開始採取偏西北移動路徑，並迅速而顯著地增強。上午2時，日本氣象廳將其升格為強烈熱帶風暴。同時，聯合颱風警報中心將其升格為颱風。下午2時，中央氣象台將其升格為颱風。下午8時，日本氣象廳將其升格為颱風，同時臺灣中央氣象局亦將其升格為中度颱風。2月10日，海高斯持續急劇增強，且其增強速度比前一日更為迅速。下午2時，中央氣象台將其升格為強颱風。不過海高斯於這2日的爆發增強後，巔峰強度僅短暫維持，翌日隨即急速減弱。

### 急劇減弱併入鋒面
2月11日，海高斯的強度突然大幅回落。上午2時，中央氣象台將其降格為颱風。上午5時，日本氣象廳將其降格為強烈熱帶風暴。上午8時，聯合颱風警報中心將其降格為一級颱風。同時，臺灣氣象局將其降格為輕度颱風。下午2時，日本氣象廳將其降格為熱帶風暴。同時，聯合颱風警報中心將其降格為熱帶風暴，中央氣象台亦將其降格為強熱帶風暴。下午5時，中央氣象台將其降格為熱帶風暴。下午8時，聯合颱風警報中心將其降格為熱帶低氣壓，並對其發出最後警報。2月12日上午2時，日本氣象廳將其降格為熱帶低氣壓。同時，中央氣象台將其降格為熱帶低壓，並對其停止編號。臺灣中央氣象局亦將其降格為熱帶性低氣壓。2月13日下午2時，日本氣象廳表示海高斯已經併入鋒面。

### 事後調整
日本氣象廳事後發佈最佳路徑，將其巔峰風速下調為90節，氣壓上調至940百帕。而根據天文台資料，海高斯是2009年採用新熱帶氣旋分級制，新增「強颱風」及「超強颱風」以來，首個於2月達到這兩級的熱帶氣旋。

## 釋義
1. ↑  當有2種以上全球預報模式表示某低壓區將於未來48小時內發展為熱帶氣旋，聯合颱風警報中心則將該系統之熱帶氣旋形成機會評級為「低」。除非環境異常優良，否則該系統在24小時內發展為熱帶氣旋的機會甚微。[5]
2. ↑  當有3種以上全球預報模式表示一低壓區將於未來48小時內發展為熱帶氣旋，聯合颱風警報中心則將該系統之熱帶氣旋形成機會評級為「中」。一般而言，即使發展機會增大，系統過了24小時之後發展成熱帶氣旋的機會才較高；但如果環境良好，系統亦可以在24小時內形成熱帶氣旋。[5]
3. ↑  當有3種以上全球預報模式表示一低壓區將於未來24小時內發展為熱帶氣旋，聯合颱風警報中心則將該系統之熱帶氣旋形成機會評級為「高」，並同步發出熱帶氣旋形成警報。此時該系統於24小時之內形成熱帶氣旋的機會極高，如氣象條件特別有利，該系統更可於6小時內增強為熱帶低氣壓。[5]

## 外部連結
- （日語）日本氣象廳首頁 （页面存档备份，存于）
- （英文）聯合颱風警報中心首頁 （页面存档备份，存于）
- （简体中文）中央氣象台首頁
- （繁體中文）中央氣象局首頁 （页面存档备份，存于）
- （繁體中文）香港天文台首頁 （页面存档备份，存于）
- （繁體中文）澳門地球物理暨氣象局首頁 （页面存档备份，存于）
- （英文）菲律賓大氣地球物理和天文管理局首頁 （页面存档备份，存于）